# Tomasówka (rejon smorgoński)
Tomasówka (biał. Тамасоўка; ros. Томасовка) − chutor na Białorusi, w obwodzie grodzieńskim, w rejonie smorgońskim, w sielsowiecie Krewo.

## Historia
W czasach zaborów zaścianek w okręgu wiejskim Popielewicze, w gminie Krewo, w powiecie oszmiańskim, w guberni wileńskiej Imperium Rosyjskiego. W 1866 roku należał do Aleksandrowiczów. W 1905 roku wieś liczyła 24 mieszkańców, 21 dziesięcin.
W latach 1921–1945 wieś i zaścianek leżały w Polsce, w województwie wileńskim, w powiecie oszmiańskim, w gminie Krewo.
W 1931:
- wieś w 4 domach zamieszkiwały 23 osoby[3].
- zaścianek w 2 domach zamieszkiwało 14 osób[3].

Wierni należeli do parafii rzymskokatolickiej i prawosławnej w Krewie. Miejscowość podlegała pod Sąd Grodzki w Smorgoniach i Okręgowy w Wilnie; właściwy urząd pocztowy mieścił się w Krewie.
Po II wojnie światowej w granicach Związku Sowieckiego. Od 1991 w niepodległej Białorusi.